# マアタン・アッ・サッラ
マアタン・アッ・サッラ(Ma'tan as-Sarra)、又はマアタン・アル・サッラ(Ma'tan al-Sarra)はリビア南東部に位置する町。クフラ県に属する。
クフラから南東322キロ(200マイル)のリビア砂漠に位置する。近くのオアシスには僅かなヤシの木の質の悪い水がある。1811年のサハラ交易の時期に設立された。歴史的にはトゥーブゥー族ザガワ族は少ししか訪れなかった。
1934年にマアタン・アッ・サッラも含むサッラトライアングル地域はイタリア王国のイタリア領リビアへ英埃領スーダンから、この価値のない砂の土地はベニート・ムッソリーニのイタリア植民地帝国へ移された
リビアのリーダー、ムアンマル・アル＝カッザーフィーはスーダンのモハメド・アン＝ヌメイリがアディス・アベバ合意 (1972年)で第一次スーダン内戦を終わらせたことをアラブ主義への裏切りだと感じた。
カッザーフィーはマアタン・アッ・サッラの基地に武器を大量備蓄し、スーダンの武装勢力のための場所としてトリポリ近郊のジュダイムとマサールラスに基地を建設した。
1976年七月、オアシスを去ったスーダンの野党指導者サーディク・アル＝マフディーは1000人の信奉者を連れ、北ダルフールとコルドファンを横切り、ハルツームを襲った。三日間の戦闘の末、アル＝マフディーの軍は戦車大隊が町に打撃を与えた後敗北した。
また、リビアはチャド・リビア紛争(1978-1987)で頻繁に使用されたマアタン・アッ・サッラ空軍基地 を設立した。基地は1987年9月の大いに成功した奇襲で話題になった、同じ月に停戦合意したチャド軍によって。